# Штадлер, Тереза
Тере́за Шта́длер (серб. Тереза Штадлер; 29 сентября 1936, Суботица — 27 марта 2001, там же) — югославская шахматистка, гроссмейстер (1977).
Чемпионка Югославии (1964); лучшие результаты в других национальных чемпионатах: 1961 и 1976 — 4-е; 1979 — 2-е, 1980 — 2—3-е, 1984 — 2—5-е места.
Возглавляла команду Югославии на Олимпиаде 1969 — 7 очков из 11. Участница соревнований на первенство мира: зональный турнир ФИДЕ — Аренис-де-Мар (1966) — 2-е место; турнир претенденток — Суботица (1967) — 4-е место.
Лучшие результаты в других международных соревнованиях: Бела-Црква (1958) — 1—2-е; Суботица (1976) — 4—5-е; Нови-Сад (1978) — 1—2-е; Белград (1979) — 4—5-е; Яйце (1981) — 2—4-е; Смедеревска-Паланка (1981) — 3—5-е; Будапешт (1985) — 4—6-е места.